# Boisseuil
Cet article concerne une commune du département de la Haute-Vienne. Pour la commune située en Dordogne, voir Boisseuilh.
Boisseuil (Boissuélh en occitan) est une commune française située dans le département de la Haute-Vienne en région Nouvelle-Aquitaine.
Ses habitants sont appelés les Boisseuillais.

## Géographie

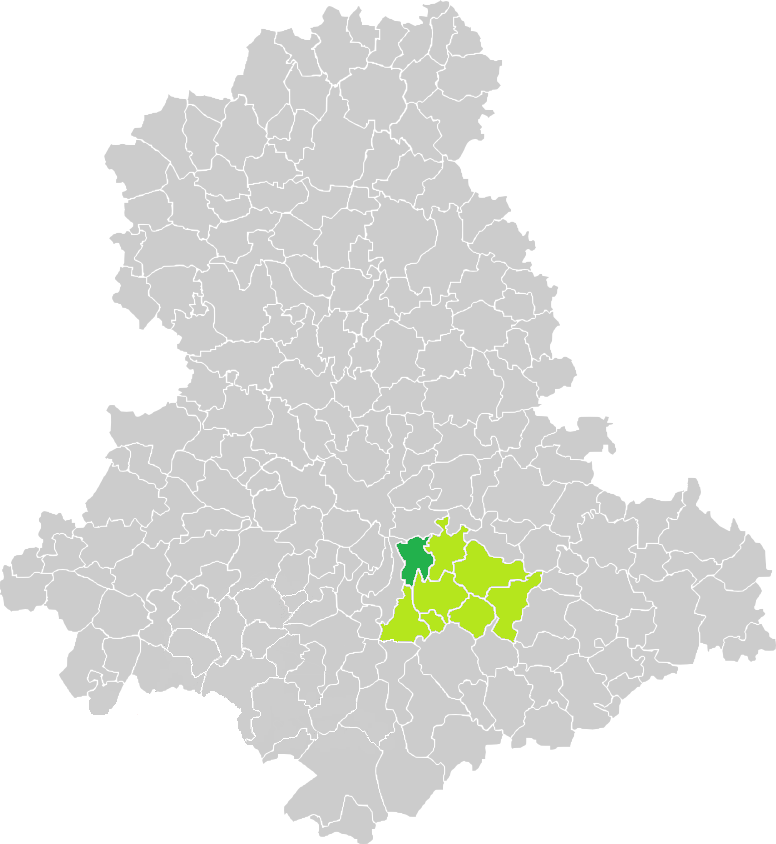
Situation de la commune de Boisseuil en Haute-Vienne.

La commune est traversée par la rivière, la Briance.

### Communes limitrophes
Boisseuil est limitrophe de cinq autres communes.
Les communes limitrophes sont  Eyjeaux, Feytiat, Le Vigen, Saint-Hilaire-Bonneval et Saint-Jean-Ligoure.
|          | Feytiat            |                        |
| Le Vigen | Boisseuil          | Eyjeaux                |
|          | Saint-Jean-Ligoure | Saint-Hilaire-Bonneval |

### Climat
Pour des articles plus généraux, voir Climat de la Nouvelle-Aquitaine et Climat de la Haute-Vienne.
Historiquement, la commune est exposée à un climat océanique limousin.  
En 2020, Météo-France publie une typologie des climats de la France métropolitaine dans laquelle la commune est exposée à un climat océanique altéré et est dans la région climatique  Ouest et nord-ouest du Massif Central, caractérisée par une pluviométrie annuelle de 900 à 1 500 mm, maximale en automne et en hiver.
Pour la période 1971-2000, la température annuelle moyenne est de 11 °C, avec une amplitude thermique annuelle de 14,8 °C. Le cumul annuel moyen de précipitations est de 1 115 mm, avec 13,3 jours de précipitations en janvier et 7,9 jours en juillet. Pour la période 1991-2020, la température moyenne annuelle observée sur la station météorologique la plus proche, située sur la commune de Limoges à 11 km à vol d'oiseau, est de 11,8 °C et le cumul annuel moyen de précipitations est de 1 018,0 mm,. Pour l'avenir, les paramètres climatiques de la commune estimés pour 2050 selon différents scénarios d’émission de gaz à effet de serre sont consultables sur un site dédié publié par Météo-France en novembre 2022.

## Urbanisme

### Typologie
Au 1er janvier 2024, Boisseuil est catégorisée bourg rural, selon la nouvelle grille communale de densité à sept niveaux définie par l'Insee en 2022.
Elle appartient à l'unité urbaine de Limoges, une agglomération intra-départementale regroupant dix  communes, dont elle est une commune de la banlieue,,. Par ailleurs la commune fait partie de l'aire d'attraction de Limoges, dont elle est une commune de la couronne,. Cette aire, qui regroupe 127 communes, est catégorisée dans les aires de 200 000 à moins de 700 000 habitants,.

### Occupation des sols
L'occupation des sols de la commune, telle qu'elle ressort de la base de données européenne d’occupation biophysique des sols Corine Land Cover (CLC), est marquée par l'importance des territoires agricoles (61,4 % en 2018), en diminution par rapport à 1990 (70 %). La répartition détaillée en 2018 est la suivante : 
prairies (37,6 %), zones agricoles hétérogènes (23,8 %), forêts (21,6 %), zones urbanisées (11,3 %), zones industrielles ou commerciales et réseaux de communication (3,9 %), milieux à végétation arbustive et/ou herbacée (1,7 %). L'évolution de l’occupation des sols de la commune et de ses infrastructures peut être observée sur les différentes représentations cartographiques du territoire : la carte de Cassini (XVIIIe siècle), la carte d'état-major (1820-1866) et les cartes ou photos aériennes de l'IGN pour la période actuelle (1950 à aujourd'hui).

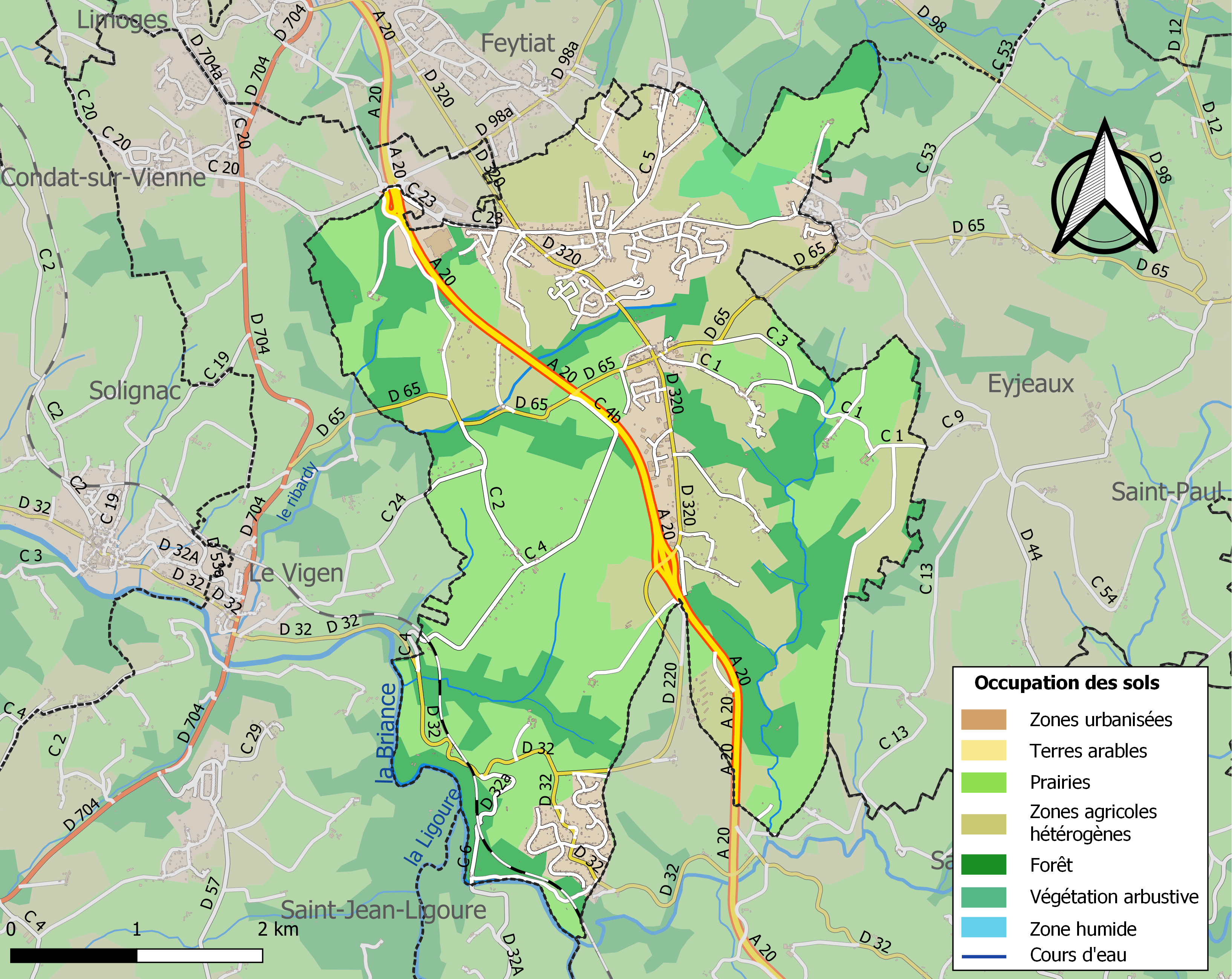
Carte des infrastructures et de l'occupation des sols de la commune en 2018 (CLC).

### Risques majeurs
Le territoire de la commune de Boisseuil est vulnérable à différents aléas naturels : météorologiques (tempête, orage, neige, grand froid, canicule ou sécheresse), inondations et séisme (sismicité faible). Il est également exposé à un risque particulier : le risque de radon. Un site publié par le BRGM permet d'évaluer simplement et rapidement les risques d'un bien localisé soit par son adresse soit par le numéro de sa parcelle.

#### Risques naturels
Certaines parties du territoire communal sont susceptibles d’être affectées par le risque d’inondation par débordement de cours d'eau, notamment la Briance. La commune a été reconnue en état de catastrophe naturelle au titre des dommages causés par les inondations et coulées de boue survenues en 1982, 1993, 1998 et 1999,. Le risque inondation est pris en compte dans l'aménagement du territoire de la commune par le biais du plan de prévention des risques inondation (PPRI) « Briance aval », approuvé le 13 janvier 1999.

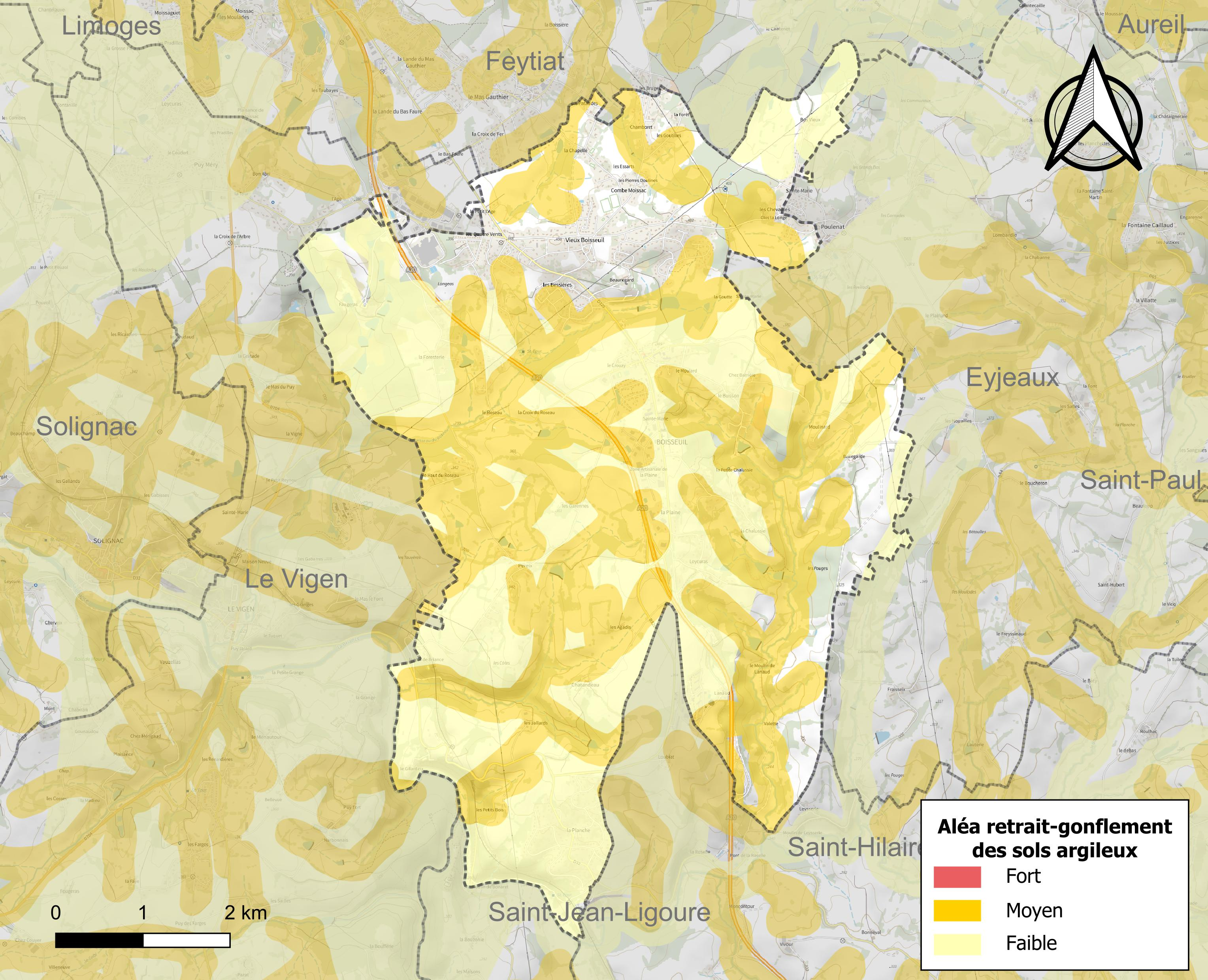
Carte des zones d'aléa retrait-gonflement des sols argileux de Boisseuil.

Le retrait-gonflement des sols argileux est susceptible d'engendrer des dommages importants aux bâtiments en cas d’alternance de périodes de sécheresse et de pluie. 47,8 % de la superficie communale est en aléa moyen ou fort (27 % au niveau départemental et 48,5 % au niveau national métropolitain). Depuis le 1er octobre 2020, en application de la loi ÉLAN, différentes contraintes s'imposent aux vendeurs, maîtres d'ouvrages ou constructeurs de biens situés dans une zone classée en aléa moyen ou fort,.
La commune a été reconnue en état de catastrophe naturelle au titre des dommages causés par des mouvements de terrain en 1999.

#### Risque particulier
Dans plusieurs parties du territoire national, le radon, accumulé dans certains logements ou autres locaux, peut constituer une source significative d’exposition de la population aux rayonnements ionisants. Selon la classification de 2018, la commune de Boisseuil est classée en zone 3, à savoir zone à potentiel radon significatif.

## Toponymie
Du latin buxus (buis) et du gaulois ialo (lieu défriché, clairière).

## Histoire
Jusqu'au XVIe siècle, les seigneurs de Chalusset exercent sur Boisseuil une autorité abusive et brutale. Alors que le chapitre de la cathédrale de Limoges y exerçait le droit de justice, la paroisse était divisée en plusieurs fiefs nobles. Les familles de Verthamon, Dumont-Saint Priest, Martin du Puytison ont en commun d'avoir posséder le château du Crouzy, récemment démoli, où Louis XI déjeuna le 1er juillet 1463, avec Charles de France (1446-1472), lors de son retour de Catalogne. Le pape Pie VII s'arrêta en 1813 pour se reposer et bénir les habitants. Don Ferdinand d'Espagne Ferdinand le Catholique aurait également fait escale à Boisseuil. 
Le 3 juillet 2009, le train corail Paris - Cahors déraille après avoir percuté une remorque chargée de balles de foin tombée sur la voie.

## Héraldique
|  | Les armes de la commune se blasonnent ainsi : D'argent aux trois arbrisseaux terrassés de sinople, au chef de gueules chargé d'une pensée d'or. |

## Politique et administration

### Liste des maires
| Période                                  | Période                  | Identité                           | Étiquette | Qualité |
| ---------------------------------------- | ------------------------ | ---------------------------------- | --------- | --- |
| Les données manquantes sont à compléter. |                          |                                    |           | |
| 1803                                     | 1815                     | Grégoire Péconnet                  |           | |
| 1815                                     | 1837                     | Pierre Charles Disnematin-Desalles |           | |
| 1837                                     | 1846                     | François Réméniéras                |           | |
| 1846                                     | 1860                     | Léonard Georges                    |           | |
| 1860                                     | 1905                     | Henri Mousnier-Buisson             |           | |
| 1905                                     | 1941                     | Charles Mousnier-Buisson           |           | |
| 1941                                     | 1944                     | Léon Rouger                        |           | |
| 1944                                     | octobre 1947             | Gabriel Perrin                     |           | |
| octobre 1947                             | 1970                     | Pierre Sarre                       |           | |
| 1970                                     | juillet 1972 (démission) | Pierre Reix                        |           | |
| août 1972                                | mars 1983                | René Bruneau                       |           | |
| mars 1983                                | mars 1989                | Henri Lamoure                      |           | Professeur d'histoire-géographie |
| mars 1989                                | mai 2020                 | Jean-Louis Nouhaud                 | PS        | Technicien agricole retraité Conseiller général de Pierre-Buffière (2001 → 2015) Conseiller départemental de Condat-sur-Vienne (2015 → ) |
| mai 2020                                 | En cours                 | Philippe Janicot                   | DVG       | Cadre SNCF, ancien adjoint |

### Jumelages
- Soneja (Espagne) depuis 1993, voir Soneja (es).

## Démographie
L'évolution du nombre d'habitants est connue à travers les recensements de la population effectués dans la commune depuis 1793. Pour les communes de moins de 10 000 habitants, une enquête de recensement portant sur toute la population est réalisée tous les cinq ans, les populations de référence des années intermédiaires étant quant à elles estimées par interpolation ou extrapolation. Pour la commune, le premier recensement exhaustif entrant dans le cadre du nouveau dispositif a été réalisé en 2005.

En 2022, la commune comptait 2 997 habitants, en évolution de +4,24 % par rapport à 2016 (Haute-Vienne : −0,68 %, France hors Mayotte : +2,11 %).
| 1793 | 1800 | 1806 | 1821 | 1831 | 1836 | 1841 | 1846 | 1851 |
| ---- | ---- | ---- | ---- | ---- | ---- | ---- | ---- | ---- |
| 633  | 599  | 571  | 642  | 712  | 736  | 746  | 750  | 741  |

| 1856 | 1861 | 1866 | 1872 | 1876 | 1881 | 1886 | 1891 | 1896 |
| ---- | ---- | ---- | ---- | ---- | ---- | ---- | ---- | ---- |
| 721  | 746  | 743  | 764  | 800  | 842  | 879  | 890  | 781  |

| 1901 | 1906 | 1911 | 1921 | 1926 | 1931 | 1936 | 1946 | 1954 |
| ---- | ---- | ---- | ---- | ---- | ---- | ---- | ---- | ---- |
| 769  | 746  | 740  | 652  | 647  | 634  | 612  | 606  | 583  |

| 1962 | 1968 | 1975 | 1982  | 1990  | 1999  | 2005  | 2006  | 2010  |
| ---- | ---- | ---- | ----- | ----- | ----- | ----- | ----- | ----- |
| 582  | 574  | 838  | 1 223 | 1 558 | 1 969 | 2 299 | 2 409 | 2 688 |

| 2015  | 2020  | 2022  | - | - | - | - | - | - |
| ----- | ----- | ----- | - | - | - | - | - | - |
| 2 865 | 2 925 | 2 997 | - | - | - | - | - | - |

## Culture locale et patrimoine

### Lieux et monuments
- Le château de Beauregard.
- Le château de Crouzy, où s'arrêta Louis XI avec Charles de France (1446-1472) en 1463.
- Le château de Faugeras.
- L'église Saint-Philippe-et-Saint-Jacques de Boisseuil, avec son clocher en bardeaux de châtaignier.
- Le pôle de Lanaud et le Limousine Park (parc agro-touristique).

### Personnalités liées à la commune
- Jean-Paul Denanot (1944- ), homme politique (socialiste) et député européen.
- Jean-Jacques Eydelie (1966-), footballeur français devenu entraîneur. Formé au FC Nantes, il évolua à l'Olympique de Marseille, avec lequel il remporta la Ligue des champions en 1993. Il était entraîneur du Limoges FC et vécut à Boisseuil durant la période 2006-2008.

## Pour approfondir